# Phreatia ganggapensis
Phreatia ganggapensis är en orkidéart som beskrevs av Pieter van Royen. Phreatia ganggapensis ingår i släktet Phreatia och familjen orkidéer.
Artens utbredningsområde är Papua Nya Guinea. Inga underarter finns listade i Catalogue of Life.